# Эйрдрионианс (1878)
«Эйрдрионианс» (англ. Airdrieoneans F. C.) — шотландский футбольный клуб, существовавший в городе Эрдри (Северный Ланаркшир). Более известны под именем «Эйрдри». Прекратил своё существование в 2002 году, несмотря на довольно удачный сезон 2001/02 в Первом дивизионе. Это был первый случай банкротства клуба Шотландской лиги с 1967 года, когда это произошло с клубом «Терд Ланарк». В настоящее время их последователем фактически является клуб c одноимённым названием, ранее называвшийся «Эйрдри Юнайтед».

## Достижения
- Шотландский Второй дивизион (старый)
  - Победитель (3): 1902/03, 1954/55, 1973/74
- Кубок Шотландии
  - Победитель (1): 1923/24
- Шотландский кубок вызова
  - Победитель (3): 1994/95, 2000/01, 2001/02
- Весенний Кубок
  - Победитель: 1976